# Het woeste wilde westen
Het woeste wilde westen is een  stripverhaal uit de reeks van Jerom, uitgegeven door de Standaard Uitgeverij in 1989.

## Locaties
- Het wilde westen

## Personages
- Jerom, Dolly, Astrotol, Boskop, Femke, eigenaar wild-west-show, rodeo-rijder, indianen, boeven, bankdirecteur

## Het verhaal
Astrotol neemt zijn vrienden op een vliegend tapijt mee naar het wilde westen. De vrienden willen van een rustige vakantie genieten, maar moeten een noodlanding maken en komen in een klein stadje terecht. Daar worden ze aangesproken door een man die hen wil aannemen om in een wild-west-show op te treden. Jerom weigert en wordt iets later gevraagd om wilde paarden te temmen. Dit lukt en de vrienden reizen verder op deze paarden. Bij een rivier ontmoet Jerom een bruine beer die zijn kleding heeft opgegeten. Jerom pakt de huid van de beer om zich te kleden, maar krijgt medelijden. Jerom breidt dan een jasje voor de beer van schapenwol. Dan hoort Jerom hulpgeroep en gaat samen met de beer op weg om zijn vrienden te redden van een poema. Femke en Boskop willen de omgeving verkennen en zien een indianenkamp.
Al snel worden de kinderen gevangen door de indianen. Jerom hoort hun hulpgeroep en komt in het berenvel om hen te bevrijden. Het lukt Jerom om de indianen te verslaan. Dan komt de eigenaar van de wild-west-show weer tevoorschijn. Het blijkt dat de beer, de poema en de indianen allen bij de show horen. Jerom weigert opnieuw om op te treden in de indianenshow, omdat hij een rustige vakantie wil. Dit wordt gehoord door drie bandieten. Ze hebben door dat er veel acteurs rondlopen en besluiten van de situatie gebruik te maken en de bank te overvallen. De bankdirecteur denkt inderdaad met acteurs te maken te hebben, maar dan wordt er echt geld gestolen. Samen met de indianen lukt het de vrienden om de boeven te overmeesteren. Het geld wordt teruggebracht naar de bankdirecteur door de eigenaar van de wild-west-show en Astrotol tovert vliegtickets, zodat de vrienden terug naar huis kunnen reizen.